# Imprensa Oficial do Estado de Mato Grosso
A Imprensa Oficial do Estado de Mato Grosso é uma imprensa sediada em Cuiabá, Mato Grosso. Foi a primeira imprensa oficial do Centro-Oeste brasileiro e o primeiro órgão criado pela administração mato-grossense a nível regional. Entretanto, já circulavam jornais como A Matutina Meyapontense, que existiu de 5 de março de 1830 a 24 de maio de 1834, no arraial de Meyaponte, hoje Pirenópolis, em Goiás. Este jornal era editado pela Typographia de Oliveira, de propriedade do comendador Joaquim Alves de Oliveira. Durante o governo de José Antonio Pimenta Bueno a Província de Mato Grosso adquiriu uma tipografia através de subscrição popular, ficando a mesma subordinada administrativamente à Assembleia Legislativa Provincial de Mato Grosso. A partir dela, a Província fez circular a primeira Imprensa Oficial do Centro-Oeste, ajunto com o primeiro órgão da imprensa mato-grossense, o jornal Themis Mattogrossense, no dia 14 de agosto de 1839. A instituição foi tombada como patrimônio em 8 de junho de 1998 e agora abriga o Ganha-Tempo, um programa governamental.